# Arthur Cissé
Arthur Gue Cissé (né le 29 décembre 1996) est un sprinteur ivoirien. Spécialiste des épreuves de 60 mètres, 100 mètres et 200 mètres, il évolue dans le club français As Villejuif. Représentant la Côte d'Ivoire sur la scène internationale, il est trois fois vice-champion d'Afrique et a à son actif 4 médailles d'or, 6 médailles d'argent et 4 bronze.  En 2024, il participe pour la deuxième fois consécutive aux Jeux olympiques d'été à Paris.

## Biographie
Cissé Gue Arthur est né le 29 décembre 1996 à Man. Il a débuté l'athlétisme en 2012. En 2013, il a intégré le nouveau centre de formation de Yamoussoukro, où il est resté deux ans (2012-2014). Par la suite, il a obtenu une bourse pour s'entraîner au centre de haute performance de Dakar, sous la supervision de son compatriote Anthony Koffi, où il a passé encore deux ans avant de retourner en Côte d'Ivoire aux côtés de ce dernier. 
En mars 2024, il s'installe au Kenya pour s'entraîner avec Ferdinand Omanyala, sous la direction de l'entraîneur Geoffrey Kimani, en vue de se préparer pour les Jeux olympiques d'été de 2024.

## Carrière sportive
En 2014, encore junior, il participe à ses premiers Championnats d'Afrique. En 2015 il décroche l'or du relais 4 × 100 m aux Jeux africains de Brazzaville.
Lors des Jeux de la Francophonie de 2017, qui se déroulent à Abidjan, il obtient trois médailles.
En 2018, il détient pendant 12 jours (31 janvier au 11 février) le record de Côte d'Ivoire du 60 m en 6 s 57. Il est battu par Ben Youssef Méité en 6 s 55.
Le 16 juin 2018, à Leverkusen en Allemagne, l'Ivoirien abaisse son récent record personnel (10 s 18) en remportant la course en 9 s 94 (- 0,2 m/s). Il améliore par ailleurs le record de Côte d'Ivoire de Ben Youssef Méité, qui était de 9 s 96 depuis 2016.
Le 24 juillet 2019, toujours à Leverkusen, il améliore d'un centième son record personnel et national en 9 s 93 (+1,9 m/s).
En 2021, il participe pour la première fois aux Jeux olympiques d'été à Tokyo et n'obtient aucune médaille. Mais il est médaillé d'or sur 100 mètres aux Jeux de la solidarité islamique à Konya.
En 2024, il décroche une médaille de bronze en équipe à l'épreuve de relais 4 x 100 mètres aux Championnats d'Afrique à Douala. La même année, il participe pour la deuxième fois consécutive aux Jeux olympiques d'été à Paris et termine son parcours au premier tour.

## Palmarès
| Date | Compétition                     | Lieu        | Résultat | Épreuve   | Temps      |
| ---- | ------------------------------- | ----------- | -------- | --------- | ---------- |
| 2015 | Championnats d'Afrique juniors  | Addis-Abeba | 2e       | 100 m     | 10 s 63    |
| 2015 | Championnats d'Afrique juniors  | Addis-Abeba | 5e       | 200 m     | 21 s 92    |
| 2015 | Championnats d'Afrique juniors  | Addis-Abeba | 4e       | 4 × 100 m | 41 s 46    |
| 2015 | Jeux africains                  | Brazzaville | 1er      | 4 × 100 m | 38 s 93    |
| 2016 | Championnats d'Afrique          | Durban      | 2e       | 4 × 100 m | 38 s 98    |
| 2017 | Jeux de la solidarité islamique | Bakou       | 5e       | 100 m     | 10 s 43    |
| 2017 | Jeux de la solidarité islamique | Bakou       | 3e       | 4 × 100 m | 39 s 82    |
| 2017 | Jeux de la Francophonie         | Abidjan     | 2e       | 100 m     | 10 s 34    |
| 2017 | Jeux de la Francophonie         | Abidjan     | 2e       | 200 m     | 20 s 93    |
| 2017 | Jeux de la Francophonie         | Abidjan     | 1er      | 4 × 100 m | 39 s 39    |
| 2018 | Championnats d'Afrique          | Asaba       | 2e       | 100 m     | 10 s 33    |
| 2018 | Championnats d'Afrique          | Asaba       | 3e       | 4 x 100 m | 38 s 92    |
| 2018 | Coupe continentale              | Ostrava     | 5e       | 100 m     | 10 s 23    |
| 2019 | Jeux africains                  | Rabat       | 2e       | 100 m     | 9 s 97     |
| 2021 | Jeux de la solidarité islamique | Konya       | 1er      | 100 m     | 9 s 89 IRM |
| 2022 | Championnats du monde en salle  | Belgrade    | 8e       | 60 m      | 6 s 69     |
| 2023 | Jeux de la Francophonie         | Kinshasa    | 3e       | 100 m     | 10 s 24    |
| 2023 | Jeux de la Francophonie         | Kinshasa    | 1er      | 4 x 100 m | 39 s 32    |
| 2024 | Championnats d'Afrique          | Douala      | 3e       | 4 × 100 m | 39 s 77    |

## Records
| Épreuve | Temps       | Lieu        | Date                                            |
| ------- | ----------- | ----------- | ----------------------------------------------- |
| 60 m    | 6 s 53      | Berlin Metz | 1er février 2019 5 février 2021 12 février 2022 |
| 100 m   | 9 s 93 (NR) | Leverkusen  | 24 juillet 2019                                 |
| 200 m   | 20 s 23     | Doha        | 25 septembre 2020                               |

## Vie personnelle
Arthur Gue Cissé est l'époux de la sprinteuse marocaine Assi Raziki. Ils se sont mariés en octobre 2023.